# Hymne monégasque

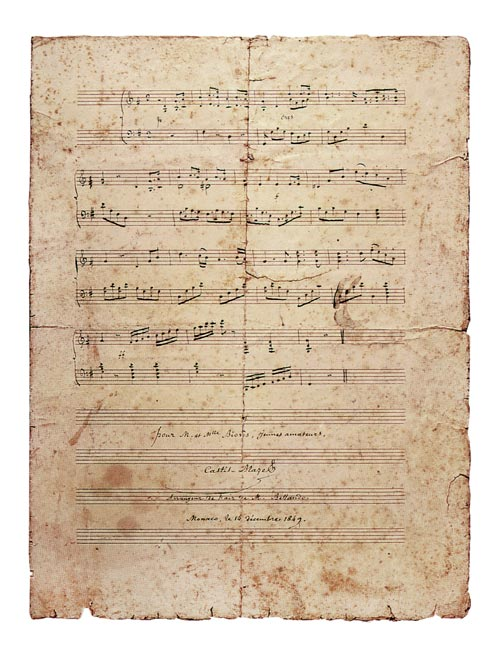
Noter till Hymne Monégasque

Hymne Monégasque är Monacos nationalsång.
Theophile Bellando skrev verserna och komponerade musiken till den första versionen av Hymne monégasque 1841. Castil-Blaze ändrade senare melodin och gjorde även andra mindre förändringar. 1848 antog Nationalgardet, skapat av Charles III, Bellandos sång och gjorde den till Nationella Lojalisternas March. 1896 komponerade Charles Albrecht ett nytt stycke, anpassat för piano. Detta uppfördes av Tihebaux i Paris och kallades Air National de Monaco; 1897 tryckte förlaget Decourcelle i Nice, en version som hette 429 Hymne National de Monaco för piano. 
Flera år senare lät Francois Bellini spela Albrechts stycke; det ansågs vara för långt för publiken år 1900 och slutade spelas. Den moderna versionen skapades av Leon Jehin, 1914 och spelades för första gången på 25-årsjubileet av Prins Albert Is styre. Slutligen skrev Louis Notari 1931 verserna på monegaskiska. Endast det monegaskiska stycket är officiellt, detta efter ett krav från prins Albert I. Den officiella hymnen innehåller bara en vers. Nationalsången sjungs nästan aldrig, förutom i officiella sammanhang

## Monegaskiska versionen
A MARCIA DE MUNEGHU / INU NACTIONALE
Despoei tugiù, sciü d'u nostru paise
Se ride aù ventu, u meme pavayun
Despoei tugiù a curù russa e gianca
E stà r'emblèma d'a nostra libertà
Grandi e piciui, r'an tugiù respeta.
Amu ch'üna tradiçiun,
Amu ch'üna religiun,
Amu avüu per u nostru unù
I meme Principi tugiù
E ren nun ne scangera
Tantu ch'u suriyu lüjerà ;
Diu sempre n'agiüterà
E ren nun ne scangera
Värt att notera är att detta är en förkortad version av den monegaskiska nationalsången, trots att den är den vanligast sjungna versionen.

## Fransk översättning
HYMNE MONÉGASQUE
Depuis toujours, sur notre pays,
Le même drapeau est déployé au vent,
Depuis toujours les couleurs rouge et blanche
Sont le symbole de notre liberté
Grands et petits les ont toujours respectées.

## Svensk översättning
NATIONALSÅNGEN
Alltid har, över vårt land,
Samma flagga vajat i vinden
Alltid har, färgerna rött och vitt
Varit en symbol för vår självständighet
Stora och små har alltid respekterat den